# Yang Pu
Yang Pu (chinesisch 楊璞 / 杨璞, Pinyin Yáng Pú; * 30. März 1978 in Peking) ist ein ehemaliger chinesischer Fußballspieler.

## Karriere
Er spielte in der Abwehr und ist 179 cm groß. Bei der Fußball-Weltmeisterschaft 2002 spielte er in einem von drei Spielen der chinesischen Fußballnationalmannschaft. Dabei bekam er die gelbe Karte gezeigt. Zur Zeit der Fußball-Weltmeisterschaft 2002 war er in seiner Geburtsstadt bei Beijing Guoan unter Vertrag. Während der Qualifikation für die Fußball-Weltmeisterschaft 2006 absolvierte er vier Spiele. Im Jahre 2009 beendete er im Alter von 31 Jahren aufgrund andauernder Schmerzen in seinem rechten Knie seine aktive Karriere als Profifußballspieler. Zuvor erreichte er mit der Mannschaft noch den Meistertitel der Chinese Super League in der Spielzeit 2009, dem bis zu diesem Zeitpunkt größten Erfolg in der Vereinsgeschichte.